# Морихей Уешиба
Морихеѝ Уешѝба (植芝盛平) е майстор на бойните изкуства и създател на айкидо. Известен е като О Сенсей („Великият учител“) при айкидистите.
Уешиба е роден на 14 декември 1883 г. в префектура Уакаяма (дн. Танабе).
Айкидото на Уешиба е силно повлияно от изучаваното от него Дайто-рю айки-джуцу, на което е обучен от Сокаку Такеда. В духовен аспект, той е повлиян от Онисабуро Дегучи, основателя на пацифистката шинтоистка секта Омотокю.
По време на детството си, семейството му живее в Майзуру, префектура Киото. О Сенсей прекарва известно време като фермер в Хокайдо заедно със съпругата си. След това пътува до Китай и Монголия.
През 1927 г. майстор Уешиба се мести в Токио, където основава първото си доджо, което съществува днес под името Хомбу Доджо. През 1942 г. напуска Токио и се мести в префектурата Иуама. Там за пръв път е използван терминът „айкидо“. Уешиба печели национална известност като вещ майстор на бойните изкуства след като побеждава императорски морски офицер – майстор на кендо в бойна среща в Токио. През 1946 г. Морихиро Сайто започва да учи при О Сенсей в Иуама, като този процес продължава до смъртта на Уешиба през 1969 г. През 1959 г. Ицуо Цуда също започва да учи при О Сенсей. Морихиро Сайто става пазител на айки – храма в Иуама след смъртта на О Сенсей.
Синът му Кишомару Уешиба става вторият дошу, официалният наследник и поддръжник на айкидо, до смъртта си на 4 януари 1999 г. Днешният дошу е синът на Кишомару Уешиба, Моритеру Уешиба.
Морихей Уешиба почива на 85-годишна възраст на 26 април 1969 г.
Много от днешните най-добри шихани са ученици на О Сенсей.